# Sacrum (singel Meza i Kasi Wilk)
Sacrum – drugi singel Meza, Tabba i Kasi Wilk z albumu Eudaimonia wydany w 2006 roku.
Autorami tekstu są Mezo i Kasia Wilk a kompozytorem producent muzyczny Tabb. W 2006 roku utwór znajdował się na listach przebojów: Polish Airplay Chart, Szczecińskiej Liście Przebojów i Polskiego Radia Pomorza i Kujaw.

## Twórcy
- Wokal: Mezo i Kasia Wilk
- Autorzy tekstu: Mezo i Kasia Wilk
- Kompozytor: Tabb